# Gransjötjärnen (Fjällsjö socken, Ångermanland, 707053-152829)
Gransjötjärnen är en sjö i Strömsunds kommun i Ångermanland och ingår i Ångermanälvens huvudavrinningsområde.